# 33000 Ченьцзяньшен
33000 Ченьцзяньшен (33000 Chenjiansheng) — астероїд головного поясу, відкритий 11 лютого 1997 року.
Тіссеранів параметр щодо Юпітера — 3,297.